# John Battiscombe Gunn
Pour les articles homonymes, voir Gunn.
John Battiscombe Gunn (né le 13 mai 1928 en Égypte - mort le 2 décembre 2008 à Mount Kisco) est un physicien d'IBM d'origine britannique. Il a donné son nom à l'effet Gunn et à la diode Gunn basée sur cet effet.

## Biographie
Fils d'un égyptologue devenu conservateur de musée, il fréquenta l'université de Cambridge et fit un stage au Royal Radar Establishment (RRE) de Malvern (Worcestershire). C'est là qu'il fit la connaissance d'une institutrice de maternelle, Freda Pilcher (1924–1975), qui tenait à temps partiel la bibliothèque du RRE. Ils se marièrent à Londres en 1950, et eurent trois filles : Janet, Donna, et Gillian. Freda mourut prématurément d'un cancer du poumon, et Gunn ne remaria jamais.

### Contribution à la physique de l'état solide
Gunn fut d'abord recruté par le constructeur informatique londonien Elliott Brothers, mais dès 1953, il était de retour au RRE de Malvern, où le gouvernement lui offrait un poste de chercheur associé : il y travailla sur les résultats encore récents obtenus aux Etats-Unis sur les semi-conducteurs solides, notamment l'accumulation de porteurs de charge dans les jonctions, et l'effet d'avalanche théorisé par William Shockley.
Trois ans plus tard, l'Université de la Colombie-Britannique lui offrit un poste de professeur assistant dans le cadre du Brain drain d'après-guerre, puis Gunn partit travailler en 1959 à Yorktown Heights au Thomas J. Watson Research Center d'IBM, où il passa le reste de carrière, notamment comme membre de la Commission des nouvelles technologies, ainsi qu'au centre de recherches de San Jose. Il a pris sa retraite en 1990.
C'est en tentant d'interpréter le prétendu « bruit » qui affectait le transfert dans les couches d'arséniure de gallium qu'il découvrit l'effet qui porte son nom en 1962. Ces recherches l'amenèrent à l'invention d'un générateur de micro-ondes miniaturisé, la diode Gunn, sans toutefois qu'il parvienne à en expliciter entièrement le fonctionnement : ce n'est qu'au mois de décembre 1964 qu'Herbert Kroemer interpréta l’effet Gunn par la théorie des bandes et les travaux de Hilsum. Un chercheur des Laboratoires Bell, Alan Chynoweth, établit en 1965 que seul un mécanisme de transfert d'électron pouvait expliquer les données experimentales.
Les autres articles de Gunn en ces années 1960 ont trait aux application des oscillateurs à micro-ondes à l'astrophysique, à l'amplification d'onde sur un réseau et à l'effet Hall.

### Le langage APL
Bénéficiant du statut d'IBM Fellow, Gunn se détourna de la physique en 1972 pour se consacrer à l'émulation d'un véhicule autonome en langage APL. Inspiré par sa collaboration avec l'informaticien John Cocke et la simulation numérique du freinage régénératif par R. A. Toupin, Gunn put ainsi montrer qu'un tel véhicule était susceptible de diviser la consommation d'essence par 2.
Gunn en vint à se passionner pour le langage APL, en lequel il voyait un moteur générateur de machines. Ses recherches sur la génération automatique de code auraient conduit aux premiers virus informatiques.
Au début des années 1980, IBM enregistrait des dysfonctionnements répétés sur des cartes électroniques qui avaient pourtant passé les tests de contrôle industriel. Gunn fut l'un des premiers à suggérer de procéder à des mesures au-delà du domaine de comportement linéaire des circuits pour mettre en évidence les amorces de défaillance, et cela a effectivement permis de mettre au point une technique de résolution du problème. Par la suite, Gunn a participé à la conception et à la fiabilisation des disques durs.
Ses ultimes travaux ont porté sur la logique multivaluée.

## Décorations
- 1969 - Médaille commémorative IEEE Morris N. Liebmann (« Pour sa contribution sur les solides générateurs de miro-ondes »)